# Cosimo I de' Medici
Cosimo I de' Medici (12 tháng 6, 1519 – 21 tháng 4, 1574) là Công tước xứ Firenze từ năm 1537 đến năm 1574, trị vì như là Đại công tước xứ Toscana đầu tiên từ năm 1569.

## Tiểu sử
Cosimo sinh ra tại Firenze, là con trai của condottiere nổi tiếng Giovanni dalle Bande Nere đến từ Forlì và Maria Salviati.
Theo tài liệu của nhà Medici, Cosimo I sinh ra vào ngày 12 tháng 6, 1519 và mất ngày 21 tháng 4, 1574. Cosimo lên nắm quyền lực vào năm 17 tuổi, qua sự kiện Công tước Alessandro de' Medici bị ám sát vào năm 1537, khi mà người con trai duy nhất của Alessandro được cho là không có quyền thừa kế hợp pháp. Ông xuất phát từ một nhánh xa khác của gia đình, cư ngụ ở Mugello, và gần như không có tên tuổi ở Firenze: tuy nhiên, nhiều người có ảnh hưởng trong thành phố đã ủng hộ ông, vai người trong số họ hi vọng sau khi nắm quyền ông sẽ cho họ hưởng lợi từ chi tiêu của quốc gia. Tuy nhiên, đi ngược lại mọi dự đoán Cosimo chứng tỏ lập trường, tài khéo léo trong ngoại giao và tham vọng của mình, khi đã sớm từ bỏ các điều khoản đã ký và giao phó quyền lực cho hội đồng Forty-Eight.

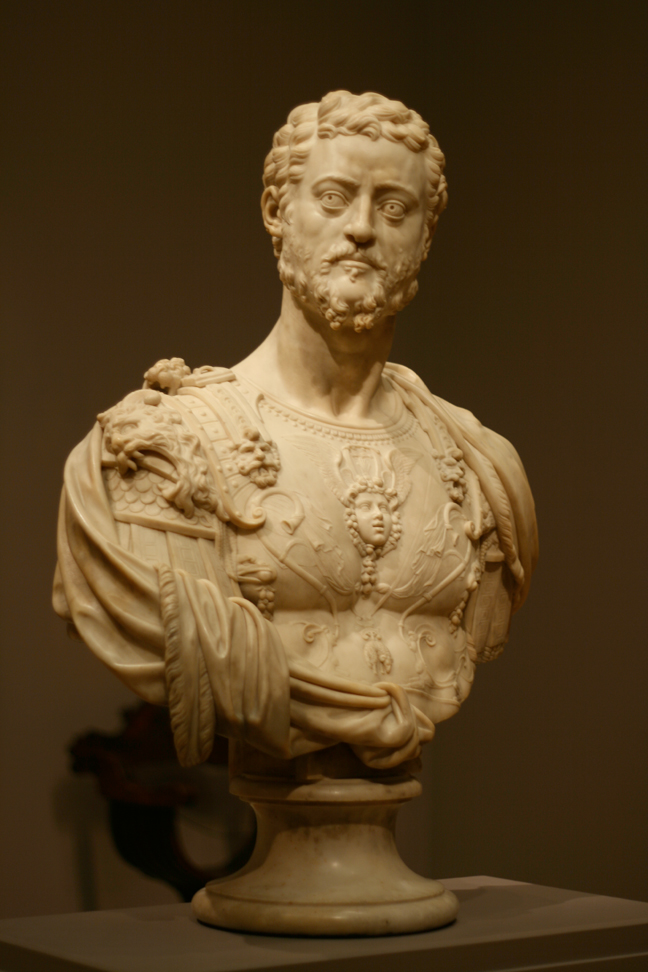
Tượng bán thân của Cosimo từ phân xưởng của Benvenuto Cellini, ca. 1550

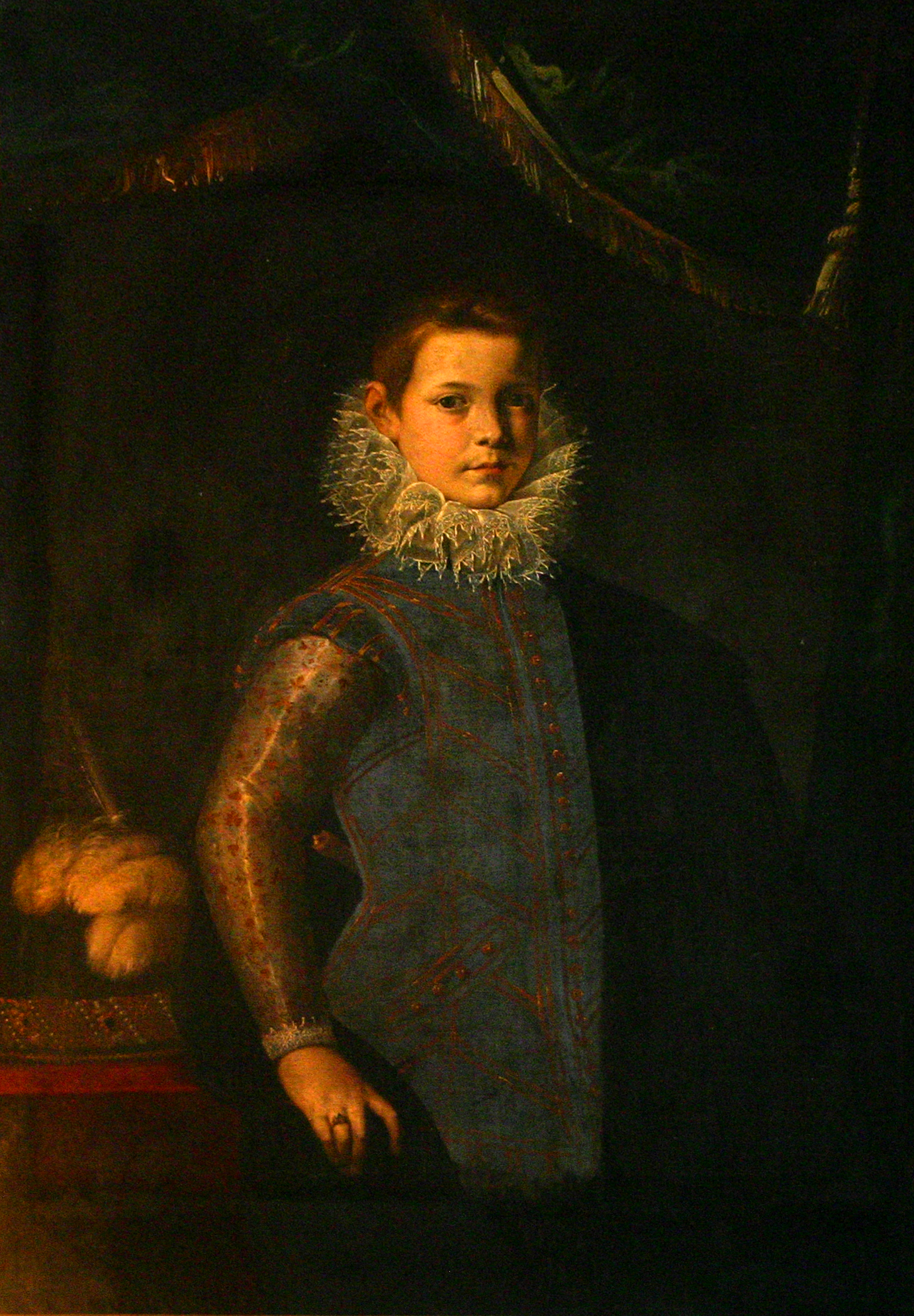
Chân dung được cho là của Cosimo I de' Medici, khi còn là một đứa trẻ, dp Titian, in the Grand Salon của Château de Cheverny, ở Pháp.

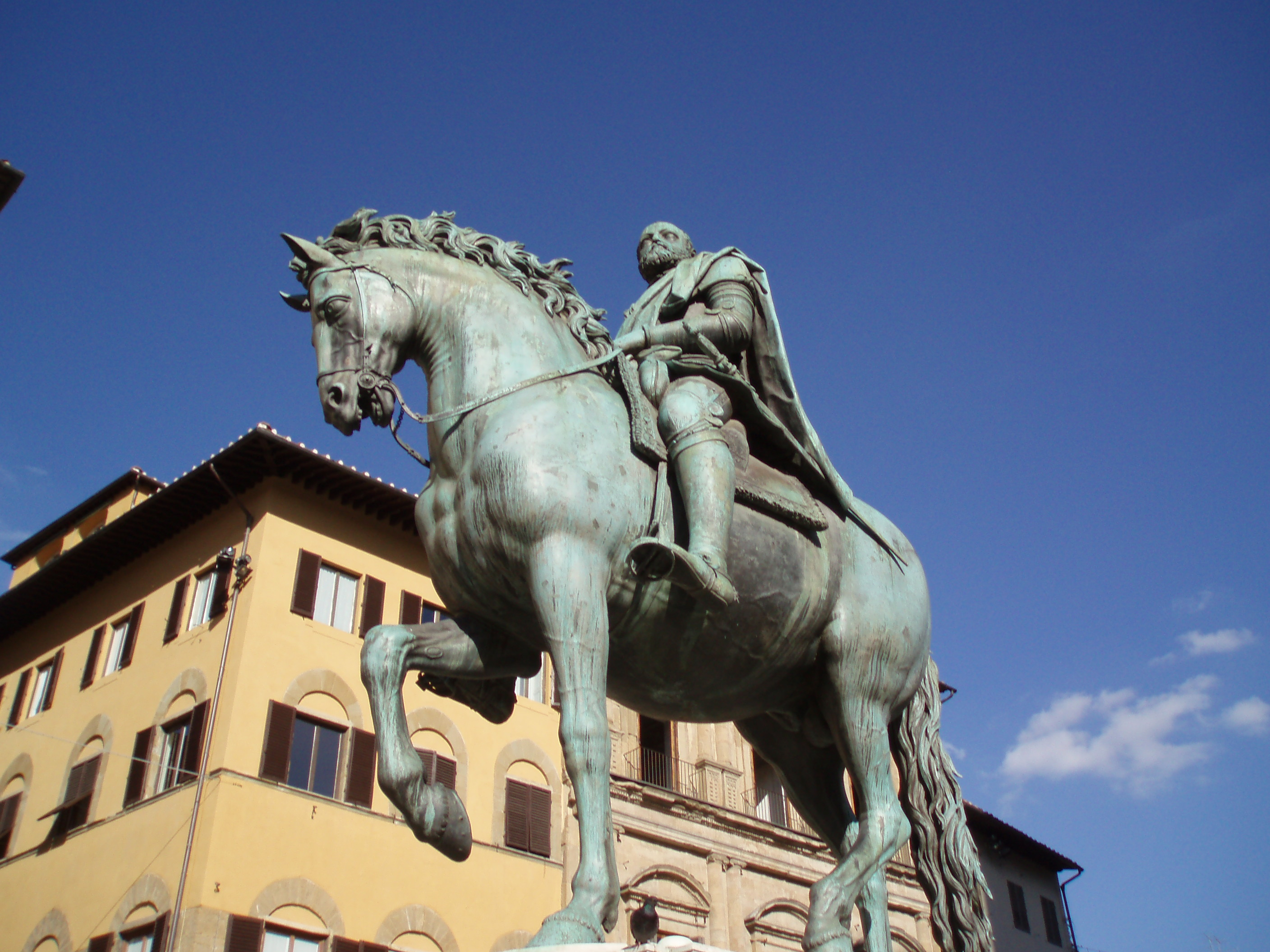
Equestrian statue by Giambologna
(Piazza della Signoria, Florence).

Khi những người Firenze bị lưu đày nghe tin về cái chết của Alessandro, họ tập hợp lực lượng với sự hỗ trợ của Pháp và từ các quốc gia bất mãn lân cận Firenze. Trong thời gian này, Cosimo có một đứa con gái ngoài giá thú là Bia (1537 – 1542), người này sau đó đã được vẽ lại chân dung một thời gian ngắn trước khi mất khi còn trẻ trong một bức tranh kỳ diệu bởi Bronzino.
Đến cuối tháng 7, 1537 những người bị lưu đày tuần hành tới Toscana dưới sự lãnh đạo của Bernardo Salviati và Piero Strozzi. Khi Cosimo nghe tin này, ông đã gửi những binh lính được huấn luyện tốt nhất cho Alessandro Vitelli chỉ huy để chống lại kẻ thù tại Montemurlo, một pháo đài của Nerli. Sau khi đánh bại đội quân của những người bị lưu đày, Vitelli tấn công pháo đài, nơi Strozzi và vài đồng đội lã lui về cố thủ. Pháo đài đã bị thất thủ vài giờ sau đó, và Cosimo đã tổ chức ăn mừng chiến thắng đầu tiên này. Những tù nhân chủ chốt bị bắt cuối cùng bị chặt đầu tại Piazza hay ở Bargello. Thân thể Filippo Strozzi được tìm thấy với một nhát gươm chí mạng và một ghi chú tên Virgil, nhưng nhiều người tin rằng ông đã tự tử và để lại bằng chứng giả.
Tháng 6, 1537 Cosimo được công nhận là người đứng đầu quốc gia Florentine bởi Hoàng đế La Mã Thần thánh Charles V, để đổi lại sự giúp đỡ chống lại Pháp trong Các cuộc chiến tranh Italia. Bằng cách này, ông đã phục hồi vững chắc quyền lực nhà Medici, dòng họ này sau đó đã cai quản Firenze cho đến cái chết của người cuối cùng dòng họ Medici là Gian Gastone de' Medici vào năm 1737. Sự hỗ trợ từ Charles V đã giúp cho Cosimo giải phóng Toscana khỏi các tiền đồn quân sự, và gia tăng sự độc lập khỏi ảnh hưởng bao trùm của Tây Ban Nha ở Italy.
Cosimo sau đó chuyển hướng đến Siena. Với sự hỗ trợ của Hoàng đế, ông đã đánh bại người Siena tại Trận Marciano (1554), và đưa quân bao vây Siena. Bất chấp sự kháng cự rời rạc của cư dân Siena, vào ngày 17 tháng 4, 1555, sau 15 tháng bao vây thành thố bị thất thủ, và dân số của nó giảm từ 40 ngàn người xuống còn 8 ngàn người. Năm 1559 Montalcino, vị trí cố thủ cuối cùng của Siena đã bị sáp nhập vào lãnh thổ Cosimo. Năm 1569, Giáo hoàng Piô V đã nâng ông lên vị trí Đại công tước xứ Toscana.
Thông qua việc này, Cosimo chính thức là nhà cầm quyền hợp pháp và vị trí của ông được đảm bảo bằng việc thuê một đội cận vệ Thuỵ Sĩ. Năm 1548 ông đã xoay xở để người họ hàng Lorenzino, người nhà Medici khẳng định quyền cai quản Firenze bị ám sát ở Venice.
Cosimo cũng là một người tích cực xây dựng các cấu trúc quân sự, trong một nỗ lực nhằm bảo vệ đất nước của ông khỏi sự tấn công thường xuyên của quân đội ngoại bang (ví dụ là các pháo đài mới ở Siena, Arezzo, Sansepolcro, các thành luỹ mới tại Pisa và Fivizzano, và các pháo đài tại Portoferraio, trên đảo Elba, và Terra del Sole).
Ông đánh thuế khoá nặng lên người dân. Bất chấp các khó khăn kinh tế, ông là người bảo trợ hào phóng cho nghệ thuật và cũng phát triển hải quân Firenze, sau đó đã tham giả vào Trận Lepanto, và đặt ra huy chương Hiệp sĩ Thánh Stephen.
Trong khoảng thời gian 10 năm cuối trị vì, bị chấn động vì cái chết của hai người con vì bệnh sốt rét, Cosimo từ bỏ triều chính và trao lại quyền lực cho người con đồng thời là người kế tự Francesco I de' Medici. Ông rút khỏi chính trường và sống tại villa Villa di Castello, bên ngoài Firenze.

### Cosimo và nghệ thuật
Cosimo I có lẽ được biết đến nhiều nhất ngày này nhờ việc tạo ra Uffizi ("các văn phòng"). Nơi này ban đầu được dự định sẽ trở thành một phương tiện củng cố quyền lực trung ương của ông đối với các uỷ ban, nha và phường hội được lập tại Firenze, hiện nay đâu là một trong những bộ sưu tập nghệ thuật quan trọng bậc nhất của thế giới, mà phần lớn các tác phẩm được uỷ nhiệm hay sở hữu của nhiều người trong dòng họ Medici. Ông cũng hoàn thành Cung điện Pitti được dùng làm nơi ở cho dòng họ Medici và tạo ra Vườn Boboli tráng lệ bên trong Pitti. Tương tự như những tiền bối của mình, ông cũng đã là một người bảo trợ quan trọng cho nghệ thuật cùng với Vasari, Cellini, Pontormo, Bronzino, kiến trúc sư Lanci, và các nhà sử học Scipione Ammirato và Benedetto Varchi.
Một tượng người cưỡi ngựa lớn bằng đồng của Cosimo I thực hiện bởi Giambologna, khánh thành vào năm 1598, vẫn đứng vững đến tận ngày nay ở Piazza della Signoria, quảng trường chính của Firenze.
Cosimo cũng là một mgười cuồng nhiệt với giả kim thuật, được truyền từ bà ngoại của ông là Caterina Sforza.

## Kết hôn và gia đình

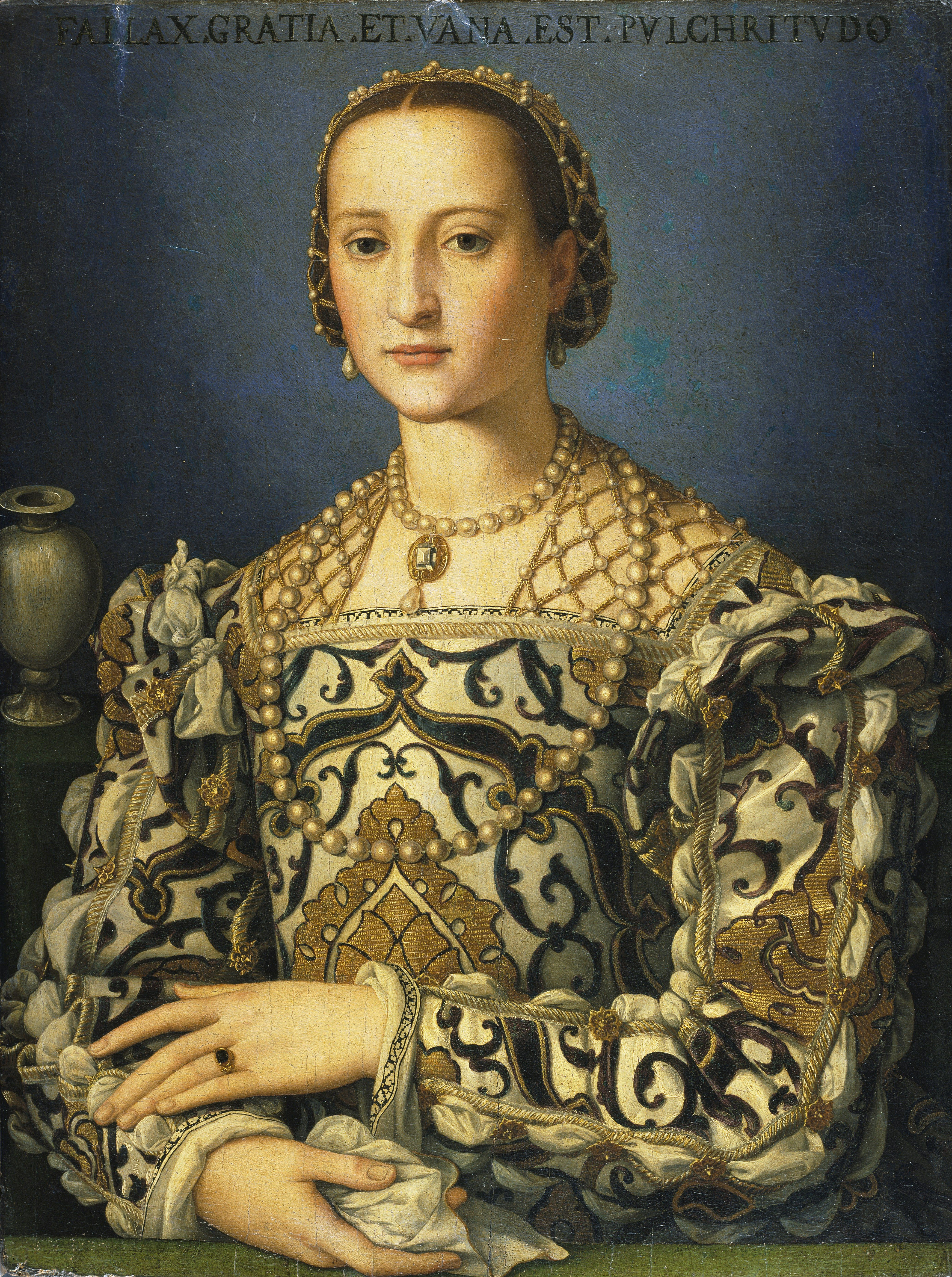
Eleonora xứ Toledo, Công tước phu nhân xứ Firenze, người đã mua Palazzo Pitti vào năm 1549 cho gia đình Medici.

Năm 1539, ông kết hôn với Eleonora di Toledo (1522 – 1562), con gái của Don Pedro Álvarez de Toledo, phó vương Tây Ban Nha của Naples. Khuôn mặt của bà trông vẫn tương tự với nhiều người phụ nữ khác vì nhiều bức chân dung trọng thể của bà được vẽ bởi Agnolo Bronzino. Bức tranh nổi tiếng nhất trong số đó cùng với con trai của bà Giovanni, được treo trong Phòng tranh Uffizi. Bà đã trao cho nhà Medici Cung điện Pitti và bảy người con trai để đảm bảo ngôi vị thừa kế và bốn người con gái để liên kết nhà Medici với những dòng tộc danh giá khác đang cai quản khắp Italy. Bà là một người bảo trợ của hội Jesuit, và nhà thờ tư nhân của bà ở Palazzo Vecchio được trang hoàng bởi Bronzino, người này ban đầu đến Firenze để giúp trang trí cho hội diễn trong đám cưới của bà. Bà mất cùng với những người con trai Giovanni và Garzia, năm 1562, khi bà bốn mươi tuổi; cả ba họ đều bị bệnh sốt rét trong khi du hành đến Pisa.
Trước lần kết hôn đầu tiên, Cosimo có một người con gái ngoài giá thú với một phụ nữ vô danh:
- Bia de' Medici (ca. 1536 – 1 tháng 3, 1542)

Với Eleonora, Cosimo có 11 người con:
- Maria (3 tháng 4, 1540 – 19 tháng 11, 1557)
- Francesco (25 tháng 3, 1541 – 19 tháng 10, 1587)
là người kế thừa chức Đại công tước xứ Toscana của Cosimo
- Isabella (31 tháng 8, 1542 – 16 tháng 7, 1576)
bị giết bởi người chồng Paolo Giordano I Orsini vì sự không chung thủy
- Giovanni (28 tháng 9, 1543 – 1562 tháng 11)
trở thành Giám mục Pisa và hồng y
- Lucrezia (7 tháng 6, 1545 – 21 tháng 4, 1561)
 kết hôn với Alfonso II d'Este, Công tước xứ Ferrara và Modena năm 1560
- Pietro (Pedricco) (10 tháng 8, 1546 – 10 tháng 6, 1547)
- Garzia (5 tháng 7, 1547 – 12 tháng 12, 1562)
- Antonio (1548 – 1548)
- Ferdinando (30 tháng 7, 1549 – 17 tháng 2 năm 1609)
là người kế thừ Francesco chức Đại công tước xứ Toscana
- Anna (1553 – 1553)
- Don Pietro de' Medici (3 tháng 6, 1554 – 25 tháng 4 năm 1604)
 giết chết người vợ là Eleonora di Garzia di Toledo vì không chung thủy

Sau khi Eleonora mất vào năm 1562, Cosimo có hai người con với nhân tình Eleonora degli Albrizzi:
- Giovanni (1563 – 1621)
sau đó được hợp pháp hoá bởi cha ông
- người con gái vô danh (sinh và mất năm 1566)
chết trước khi được phong thánh

Năm 1570, Cosimo kết hôn với Camilla Martelli (mất 1590) và có thêm một người con với bà này:
- Virginia (29 tháng 5, 1568 – 15 tháng 1 năm 1615)
kết hôn với Cesare d'Este, Công tước xứ Modena

## Tổ tiên và con cháu
Các tổ tiên Cosimo I de' Medici ở ba thế hệ
|                     |                                 |  |                   |                       |  |  |  |  | Pierfrancesco di Lorenzo de' Medici |
|                     |                                 |  |                   |                       |  |  |  |  |                                     |
|                     | Giovanni de' Medici il Popolano |  |                   |                       |  |  |  |  |                                     |
|                     |                                 |  |                   |                       |  |  |  |  |                                     |
|                     |                                 |  |                   | Laudomia Acciaiuoli   |  |  |  |  |                                     |
|                     |                                 |  |                   |                       |  |  |  |  |                                     |
|                     | Giovanni dalle Bande Nere       |  |                   |                       |  |  |  |  |                                     |
|                     |                                 |  |                   |                       |  |  |  |  |                                     |
|                     |                                 |  |                   | Galeazzo Maria Sforza |  |  |  |  |                                     |
|                     |                                 |  |                   |                       |  |  |  |  |                                     |
|                     | Caterina Sforza                 |  |                   |                       |  |  |  |  |                                     |
|                     |                                 |  |                   |                       |  |  |  |  |                                     |
|                     |                                 |  |                   | Lucrezia Landriani    |  |  |  |  |                                     |
|                     |                                 |  |                   |                       |  |  |  |  |                                     |
| Cosimo I de' Medici |                                 |  |                   |                       |  |  |  |  |                                     |
|                     |                                 |  |                   |                       |  |  |  |  |                                     |
|                     |                                 |  | Giovanni Salviati |                       |  |  |  |  |                                     |
|                     |                                 |  |                   |                       |  |  |  |  |                                     |
|                     | Jacopo Salviati                 |  |                   |                       |  |  |  |  |                                     |
|                     |                                 |  |                   |                       |  |  |  |  |                                     |
|                     |                                 |  |                   | Maddalena Gondi       |  |  |  |  |                                     |
|                     |                                 |  |                   |                       |  |  |  |  |                                     |
|                     | Maria Salviati                  |  |                   |                       |  |  |  |  |                                     |
|                     |                                 |  |                   |                       |  |  |  |  |                                     |
|                     |                                 |  |                   | Lorenzo de' Medici    |  |  |  |  |                                     |
|                     |                                 |  |                   |                       |  |  |  |  |                                     |
|                     | Lucrezia de' Medici             |  |                   |                       |  |  |  |  |                                     |
|                     |                                 |  |                   |                       |  |  |  |  |                                     |
|                     |                                 |  |                   | Clarice Orsini        |  |  |  |  |                                     |
|                     |                                 |  |                   |                       |  |  |  |  |                                     |

- "Ancestors of Cosimo I de' Medici, Duke of Florence", từ Foundation for Medieval Genealogy
- Descendants of Cosimo I de' Medici which maps how the Medici became part of the European Royal families, eventually leading to Prince William of Wales, future King of Great Britain through the Nhà Stuart.